# La Bataille de Cascina
Pour le fait d'armes, voir Bataille de Cascina.
La Bataille de Cascina  est une fresque conçue par Michel-Ange pour le Palazzo Vecchio de Florence. Il en réalisa seulement le carton, fragmenté puis détruit mais connu par une copie d’Aristotele da Sangallo.

## La commande
En 1503, la Seigneurie de Florence lança un programme prestigieux de décoration pour la Sala del Consiglio (aujourd’hui Sala dei Cinquencento) du Palazzo Vecchio. La république avait succédé au règne de Laurent le Magnifique et à la tyrannie de Savonarole. Il s’agissait pour elle, à la fois de rivaliser avec le mécénat des Médicis, et d’exalter la grandeur  et la puissance de Florence. On commanda donc à Léonard de Vinci une fresque célébrant la victoire d'Anghiari sur les Milanais, et une autre, l'année suivante, à Michel-Ange, sur la victoire de Cascina contre les Pisans.
Michel-Ange venait de triompher avec sa statue géante de David. Il installa  son atelier à  l’Hôpital dei Tintori de Sant’Onofrio.  On sait que le 31 octobre 1504, le papier pour le carton avait déjà été fourni. Il y travailla jusqu’à son départ pour Rome en 1505 et l’acheva à son retour à Florence en 1506. En mai 1506, Léonard de Vinci quittait Florence pour Milan, abandonnant, inachevée, sa Bataille d'Anghiari. Dans le même temps, Michel-Ange renonçait à la Bataille de Cascina, et rejoignait Bologne où il travailla pendant deux ans à la statue de bronze du pape Jules II qui devait orner la façade de la basilique San Petronio.

## Le sujet

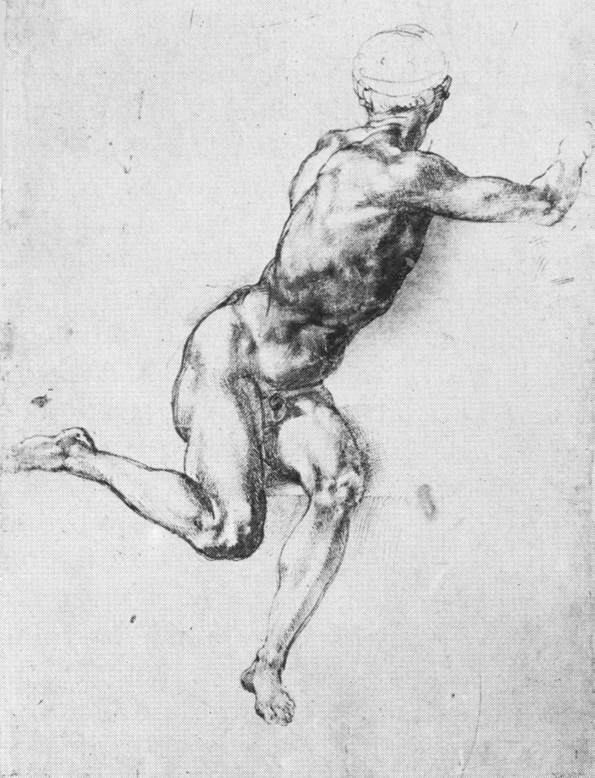
Étude pour la réalisation de La Bataille de Cascina, Michel-Ange, 1505

Entre 1362 et 1364  une guerre opposa les Florentins commandés par Galeotto Malatesta, aux Pisans menés par Giovanni Acuto. Le 28 juillet 1364, les soldats florentins et leurs chefs, accablés par la chaleur, se baignaient dans l’Arno lorsqu’ils furent surpris par les soldats pisans. Mais Manno Donati, un commissaire  florentin,  réussit à donner l’alerte. Les Florentins retournèrent la situation contraignant Acuto à la retraite et capturant de nombreux soldats pisans. 
Michel-Ange a représenté précisément le moment où les soldats florentins sortent de l’Arno,  et remettent  leurs habits et leurs armes « avec toute la hâte requise par la situation. » On a reconnu dans le personnage émacié au centre du tableau qui remet en place sa bande d’étoffe,  Galeotto Malatesta.
Le choix de la Bataille de Cascina  pour orner la Sala del Consiglio n’était pas innocent. Profitant de la trêve conclue entre la France et l’Espagne et de la capture de César Borgia, Florence venait de lancer  en cette même année 1504 une nouvelle campagne militaire contre Pise. Le sujet de la fresque montrait toute la détermination de la Seigneurie à vaincre définitivement les Pisans.

## Postérité
Les  cartons de Michel-Ange et de Léonard de Vinci furent exposés, l’un dans la Salle du Pape de l'hôpital Santa Maria Novella l’autre, au Palais des Médicis (l’actuel Palais Médicis-Riccardi). Benvenuto Cellini les évoque dans ses mémoires : « Tant qu’ils restèrent entiers, ils furent l’école du monde. »  Vasari  écrit que tous les artistes présents à Florence venaient étudier le carton de la Bataille de Cascina: « Aristotele da Sangallo, Ridolfo Ghirlandaio, Raphaël, Francesco Granacci, Baccio Bandinelli (…) Andrea del Sarto, Franciabigio, Jacopo Sansovino, Rosso, Maturino, Lorenzetto et Tribolo. » 
Le carton  de Michel-Ange est aujourd’hui perdu. Vasari accusa  Bandinelli  de l’avoir déchiré en morceaux  par haine de Michel-Ange et par admiration pour Léonard de Vinci, mais plusieurs fragments se trouvaient encore à Florence au milieu du XVIe siècle. Vasari lui-même écrit en avoir vu dans la maison d’Uberto Strozzi, « où ils étaient regardés avec beaucoup de respect, comme étant plus divins qu’humains. » Heureusement, la copie d’Aristotele da Sangallo, aujourd’hui à Hockhlam Hall, a perpétué le souvenir du projet de Michel-Ange.
Le Tylers Museum de Haarlem et l’Albertina de Vienne possèdent des études autographes de Michel-Ange pour le carton de la  Bataille de Cascina. Le musée de Poitiers possède une étude par Francesco Salviati de deux personnages d'après le carton de Michel-Ange. Le musée du Louvre possède deux dessins de Michel-Ange, datés de 1504-1506 relatifs à la bataille de Cascina. Le premier, inv. 712 recto, d' «un homme nu, debout, la tête de profil vers la droite». C'est le personnage à l'extrême-droite, debout et regardant vers la droite. Le second, inv. 713 recto, d'un «homme nu debout, vu de dos, tenant un bâton». Il est situé au milieu, au fond, en haut.